# Ende (miniaturiste)

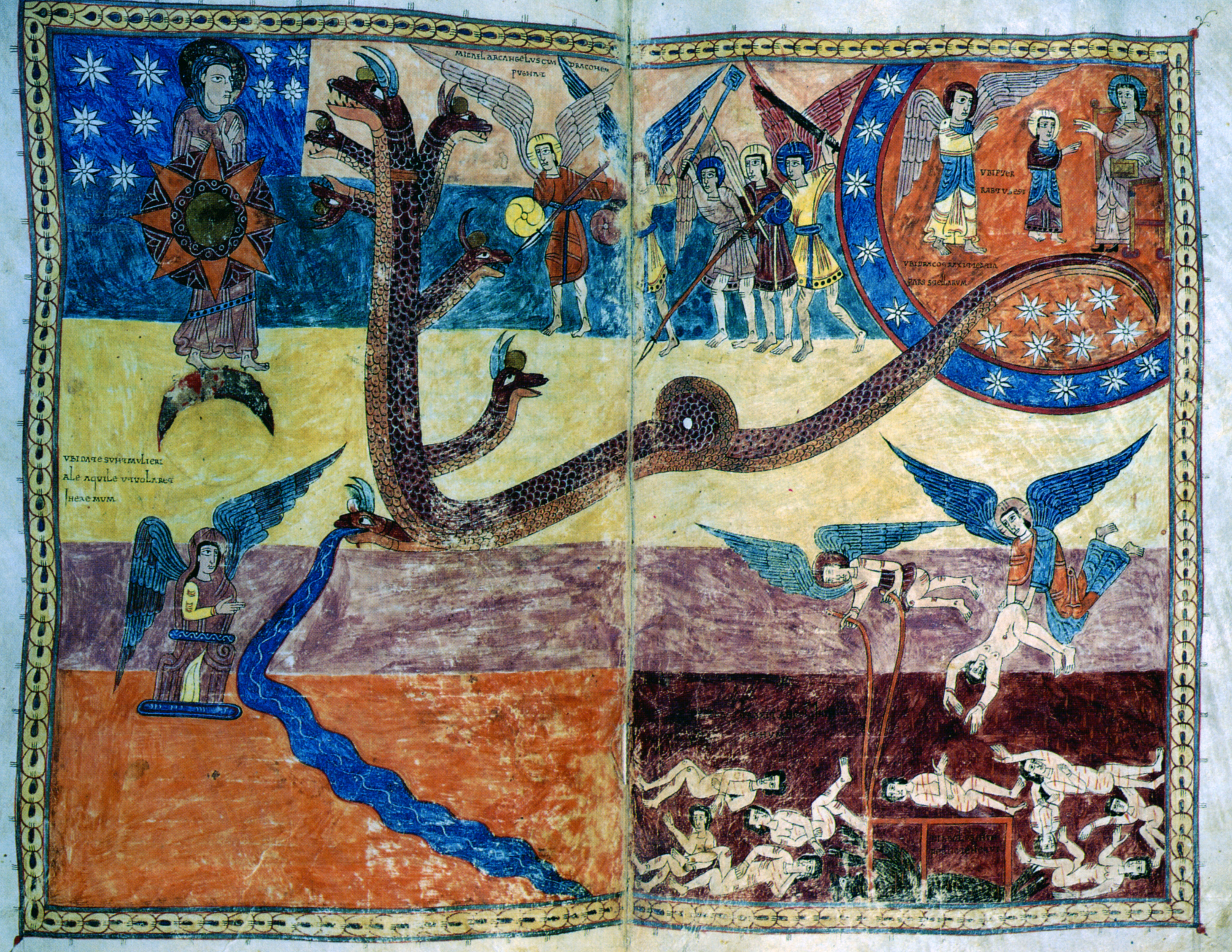
Beatus van Girona, Dubbelblad met het zevenkoppige monster uit de Apocalyps

Ende of En, (ca. 950 – ca. 1000), was een miniaturiste die omstreeks 975 de miniaturen schilderde in de Beatus van Girona, handschrift uit de 10e eeuw, dat nu bewaard wordt in Kathedraal van Girona. Uit de colofon blijkt dat de opdracht voor het manuscript werd gegeven door abt Dominicus en dat het afgewerkt was op 6 juli 975. Als schrijver van het boek werd de priester Senior opgegeven (Senior presbiter scripsit) en als verluchters geeft de colofon de namen van Ende pintrix et dei aiutrix en Frater Emeterius et presbiter (Emeterius monnik en priester). Wat Ende betreft maakt de tekst niet duidelijk of zij een kloosterzuster was. Indien zij geen kloosterzuster was behoorde ze ongetwijfeld tot de hogere klassen, want het waren alleen de vrouwen uit die klassen die de kans kregen om opgeleid te worden en zich bezig te houden met spirituele en intellectuele zaken. 
Het schrift in de codex is Visigotisch en de verluchting is in de mozarabische stijl, de kunststijl die zich in Spanje ontwikkelde na de invasies van de moslims en die elementen van de islamitische kunst mengde met de plaatselijke kunstvormen. De Visigotische tekst maakt het duidelijk dat het handschrift niet ontstond in Catatonie (niet in Girona dus) dat onder Frankische invloed stond en waar in die tijd de Karolingische minuskel al ingevoerd was. Wilhelm Neuss ging ervan uit dat Ende een non was en dat het manuscript waarschijnlijk werd gemaakt in een van de dubbelkloosters van Asturie, maar John Williams pleit voor de totstandkoming van het manuscript in de abdij van Tábara omdat Senior en Emeterius ook genoemd worden in de Beatus van Tábara. Het lijkt dus logisch om de Beatus van Girona ook aan de abdij van Tábara toe te schrijven.
Over welke miniaturen aan Ende moeten worden toegeschreven en welke aan Emeterius zijn de kunsthistorici het nog steeds niet eens. Pamela E. Patton schrijft wel een aantal miniaturen toe aan Ende maar zegt daarover zelf dat ze geen enkel bewijs heeft om haar theorie te staven.
Het manuscript kwam in de kathedraal van Girona terecht in de tweede helft van de elfde eeuw, volgens een testament van het caput scholarum, het hoofd van de kathedraalschool, van 6 oktober 1078. In 1512 werd het herbonden in opdracht van bisschop Guillermo Ramón Boil.
- Biblioteca Nacional de España: XX4857034
- Union List of Artist Names: 500020512
- Virtual International Authority File: 95807331